# Darja Alexejewna Abramowa
Darja Alexejewna Abramowa (russisch Дарья Алексеевна Абрамова; * 17. April 1990 in Schtschokino, Oblast Tula) ist eine russische Boxerin im Leichtgewicht.

## Karriere
Abramowa gewann bei den Weltmeisterschaften 2012 in Qinhuangdao (China) eine Bronzemedaille im Leichtweltergewicht (–64 kg).
Bei den Boxeuropameisterschaften 2016 in Sofia (Bulgarien) wurde sie Europameisterin (bis 60 kg). Im Finale besiegte sie die olympische Bronzemedaillengewinnerin von 2016 Mira Potkonen aus Finnland.
2013, 2015 und 2016 wurde Abramowa russische Meisterin.

## Auszeichnung
- 2012:  Verdienter Meister des Sports[8]